# Xenoposeidon
Xenoposeidon ("cizí nebo jiný Poseidon; odkaz na rod Sauroposeidon") byl poměrně velký býložravý sauropodní dinosaurus, žijící v období spodní křídy, asi před 145 až 136 miliony let. Fosilie tohoto dinosaura sestávají z jediného obratle, objeveného již před rokem 1893 v Anglii. V daném roce jej stručně popsal paleontolog Richard Lydekker, obratel však na dalších 113 let upadl v zapomnění. Teprve roku 2007 byla však rozeznána jeho unikátní stavba a obratel byl tak paleontology Michaelem P. Taylorem a Darrenem Naishem přiřazen novému rodu sauropodního dinosaura.

## Popis
Xenoposeidon je taxon založený na fosílii s katalogovým označením BMNH R2095, kterou je nekompletní hřbetní obratel s výškou asi 30 cm. Tvar obratle přesně neodpovídá ani jedné z dosud známých vývojových linií sauropodů. Nepochybně šlo o mohutného čtyřnohého býložravce s dlouhým krkem a ocasem a malou hlavou. Na sauropoda nevykazoval příliš impozantní rozměry, mohl dosahovat délky asi 15–20 metrů a hmotnosti v rozmezí 3 až 8 tun (v závislosti na stavbě a proporcích těla). Přesné rozměry však odhadnout nelze.

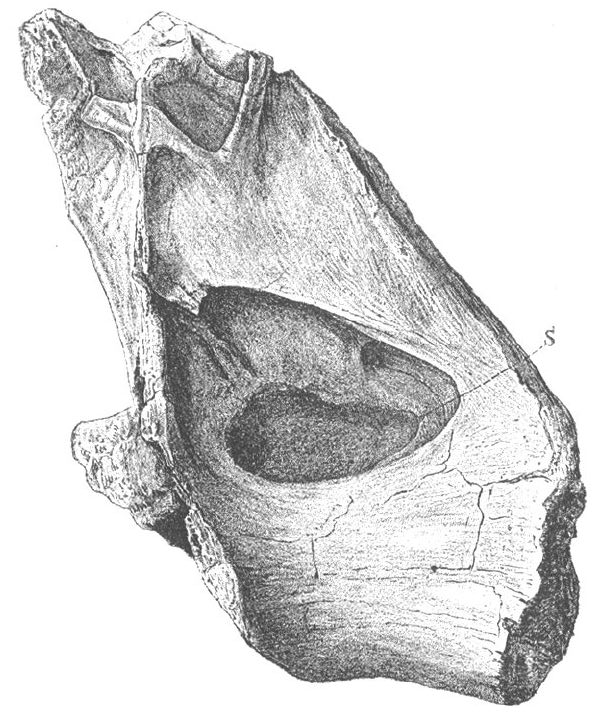
Obratel xenoposeidona, zakreslený roku 1893 Richardem Lydekkerem.

## Zařazení
V roce 2017 byla publikována práce, která ve druhu Xenoposeidon proneneukos nachází nejstaršího známého zástupce čeledi Rebbachisauridae.